# Wouri (département)
Pour le fleuve, voir Wouri.
Le Wouri est un département du Cameroun situé dans la région du Littoral ; son chef-lieu est Douala.

## Arrondissements
Le département compte 6 arrondissements :
| Communes   | Superficie (km2) | Population (2018) | Quartier siège |
| ---------- | ---------------- | ----------------- | -------------- |
| Douala I   | 26,30            | 352 275           | Bonanjo        |
| Douala II  | 16,19            | 412 551           | New Bell       |
| Douala III | 168,14           | 1 020 061         | Logbaba        |
| Douala IV  | 35,00            | 395 536           | Bonassama      |
| Douala V   | 161,76           | 859 988           | Bonamoussadi   |
| Douala VI  | 368              | 8 623             | Manoka         |
| Douala     | 923              | 3 049 034         |                |

## Communes
Le département ne compte qu'une communauté urbaine : la Communauté urbaine de Douala.

### Sources
- Décret n°2007/115 du 13 avril 2007 et décret n°2007/117 du 24 avril 2007